# Ultramarin tmavý

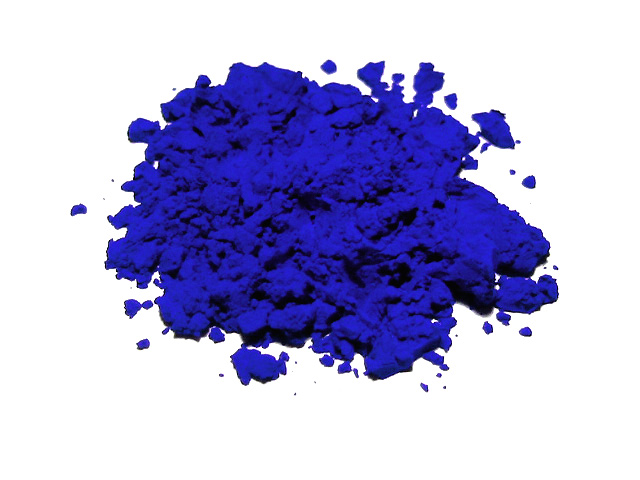
Umělý ultramarínový pigment

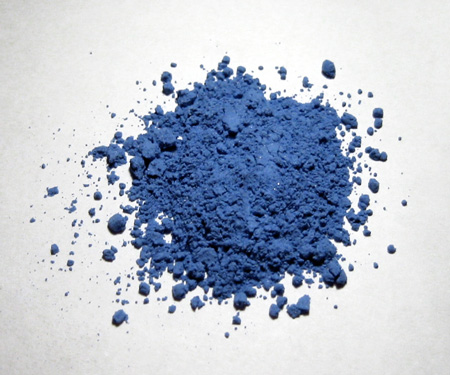
Přírodní ultramarínový pigment

Ultramarin tmavý je název umělecké modré barvy olejového či temperového rázu. Je to jedna z mnoha modří dostupná na trhu. Jeho číselný kód je 1060 a chemicky se jedná o křemičitan sodno-hlinitý a síru.
Ve středověku byla tato velmi vzácná barva získávána drcením polodrahokamu lapis lazuli, který se dovážel až z dolů na území dnešního Afghánistánu. To napovídá i samotný název barvy složený z latinského „ultra“ (nad, dále, tedy přeneseně i za, zpoza) a „mare“ (moře). Tento ultramarin je označován jako přírodní. Michelangelo si jej údajně nemohl dovolit, Raffael Santi jej zase používal pouze na dobře viditelných plochách. V Česku byl pravý ultramarín užíván jen velmi zřídka, zpravidla ho lze nalézt jen na dílech spojených s královským či císařským dvorem. Příkladem může být epitafní kámen na Zlaté bráně katedrály svatého Víta nebo schránka, ve které byl uložen svatý hřeb v klášteru Milevsko. Důvodem vysoké ceny není pouze použitá surovina, ale také dlouhá a složitá výroba. V roce 2000 byl přírodní ultramarín přibližně třikrát dražší než zlato.
V roce 1828 německý chemik Christian Gmelin publikoval postup na výrobu umělého ultramarínu z:
- kaolinu,
- síranu sodného,
- uhličitanu sodného,
- síry a
- dřevěného uhlí, uhlí, kalafuny či křemenného písku.

Tento postup je výrazně levnější, než získávání ultamarinu z lapisu lazuli. Brzy tedy začala masová výroba umělého ultarmarinu, který se od přírodního nijak výrazně barevně neliší, ale postrádá jeho jedinečný lom světla.

## Ultramarin červený
Ultramarin červený je umělecká barva „modrého“ charakteru, používaná při malbě olejem či temperou. Její číselný kód je 1026 a chemicky se stejně jako u ultramarínu tmavého jedná o křemičitan sodno-hlinitý a síru. Tento ultramarín je odstínově tmavší s nádechem červené.